# 卡塔尔航空15/16号航班

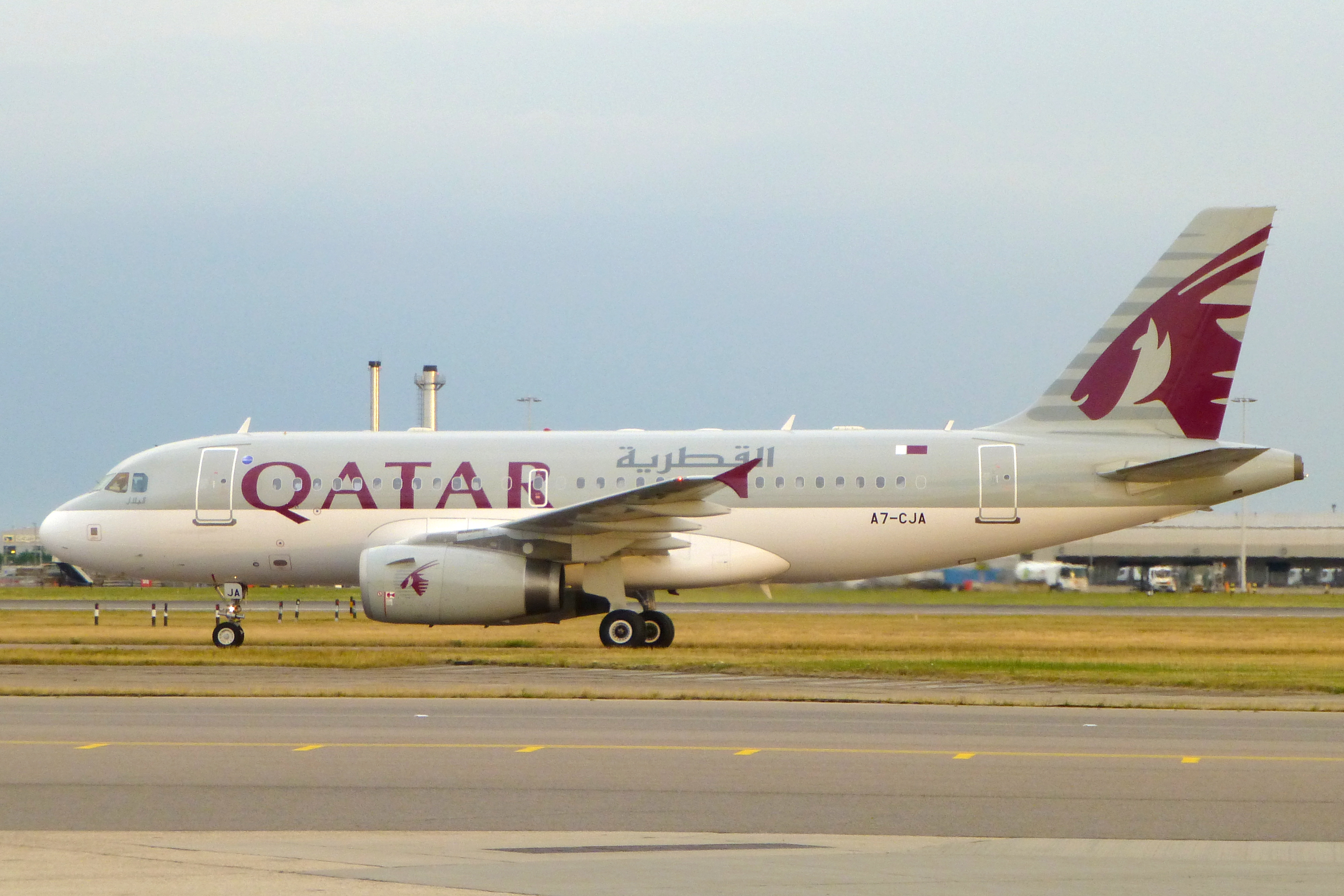
一架卡塔尔航空的A319，2014年

卡塔尔航空15号航班（IATA：QR15，ICAO：QTR15）和卡塔尔航空16号航班（IATA：QR16，ICAO：QTR16）作为卡塔尔航空商务一号服务的一部分，是卡塔尔航空营运的从多哈到伦敦希思罗的全商务舱航班。该航班在2014年5月14日至2015年11月15日间采用40座商务舱飞机执飞。这是从伦敦希思罗机场到波斯湾地区的第一条全商务舱航班。

## 历史

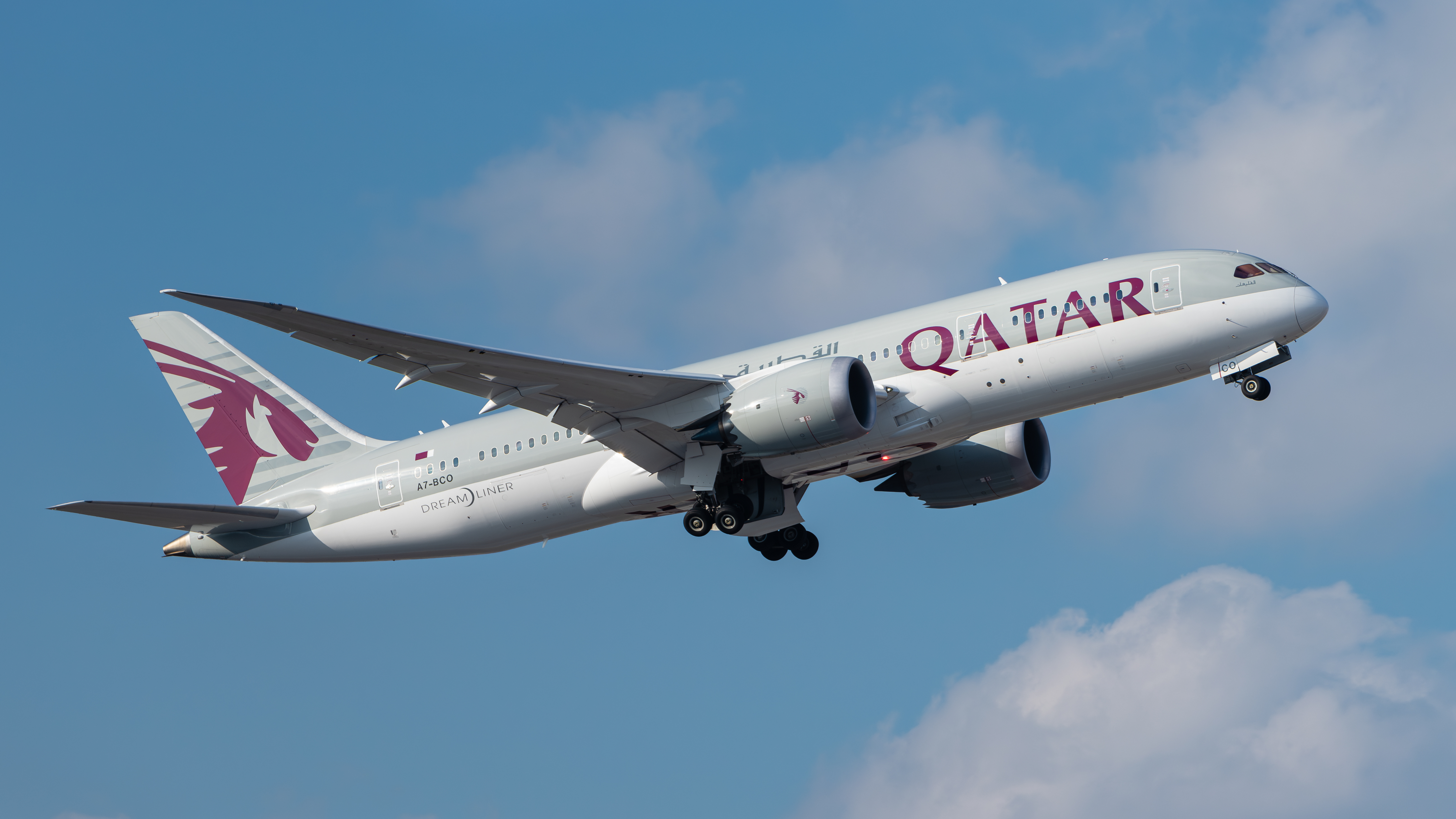
卡塔尔航空的波音787-8 ，取代原先的A319执飞QR15/16号航班。

2014年2月18日，卡塔尔航空宣布开通伦敦希思罗机场和多哈哈马德国际机场之间的全商务舱航班。该航班是卡塔尔航空公司在多哈和伦敦之间运营的第六对定期航班，将二者间的每周航班数量从35对增加到42对，并采用全商务舱空客A319营运。该航班于2014年5月15日开航，使用希思罗机场四号航站楼。  
2015年7月，卡塔尔航空公司宣布将于2015年10月25日将执飞QR15/16号航班的全商务舱A319换型为波音787。卡塔尔航空公的多哈至吉达航线上全商务舱航班不受影响 ，并将这架全商务舱A319改作卡塔尔商务包机。 然而，全商务舱A319一直执飞该航线直到当年11月15日。
迄2018年3月，QR15/16号航班使用空客A350-1000（卡塔尔航空是A350-1000的起始用户）执飞。

## A319时期
卡塔尔航空15号航班从多哈的哈马德国际机场飞往伦敦的希思罗机场，而16号航班则相反。15号航班于14时50分从多哈起飞，20时25分到达希思罗机场，16号航班21时55分从希思罗机场起飞，次日6时40分到达多哈。该航班每日皆有开行。   
执飞该航班的空客A319-LR采用全商务舱布局，设40席，采用单通道2-2布局。在改装前，该飞机为传统双舱位设计，设8个公务舱和102个经济舱，共110席。使用的商务舱座椅是柯林斯航空航天钻石座，可完全平躺，机舱配有卡塔尔航空Oryx机上娱乐系统，还设有笔记本电脑交流电插座和机上移动电话服务。  

## 评价
在卡塔尔航空宣布开航前夕，《商务旅行者》指出，航班时刻表“看起来合乎逻辑”，并且会吸引希望最大限度延长工作时间的商务人士。《一步一英里》指出，运营该航班的A319商务舱座位舒适度不及同航空公司执飞同一航线的波音787和空客A380的“超级钻石”商务舱，并表示该服务“令人费解”。 
《航空中心》的一项分析指出，该服务比其他以前失败的全商务舱航班更能成功。分析指出，由于伦敦和多哈之间的距离相对较短、配上只有四十席的A319、加上卡塔尔航空公司的灵活性、声誉和优质定位，以及专注于本地而非连接交通，这条航线不太可能失败。
《商务旅行者》给予正面评价，并指出与宽体飞机相比，登机和下机时间更快，工作人员更注重个人需求，但也注意到飞机上的商务舱席位比常规的商务舱座位小。